# Knížecí (Velký Šenov)
Knížecí (německy Fürstenwalde) je malá vesnice, část města Velký Šenov v okrese Děčín. Nachází se asi 3,5 km na jihovýchod od Velkého Šenova. Je zde evidováno 9 adres. V roce 2011 zde trvale žilo šest obyvatel.
Knížecí je také název katastrálního území o rozloze 3,62 km2.

## Historie
Nejstarší písemná zmínka pochází z roku 1400. Do roku 1946 nesla obec název Fürstenwalde. Roku 1775 byla postavena kaple svatého Jana Křtitele. Přestavěna roku 1858, zbořena roku 1978.

## Obyvatelstvo
|                                                                      | 1869 | 1880 | 1890 | 1900 | 1910 | 1921 | 1930 | 1950 | 1961 | 1970 | 1980 | 1991 | 2001 | 2011 |
| -------------------------------------------------------------------- | ---- | ---- | ---- | ---- | ---- | ---- | ---- | ---- | ---- | ---- | ---- | ---- | ---- | ---- |
| Obyvatelé                                                            | 235  | 215  | 177  | 159  | 156  | 148  | 152  | 59   | 29   | 13   | 6    | –    | 2    | 6    |
| Domy                                                                 | 38   | 39   | 36   | 35   | 35   | 35   | 35   | 18   | .    | 5    | 3    | –    | 8    | 9    |
| Počet domů z roku 1961 je zahrnut v domech místní části Velký Šenov. |      |      |      |      |      |      |      |      |      |      |      |      |      |      |